# Charlie Athersmith
William Charles Athersmith (10 de maig de 1872 - 18 de setembre de 1910) fou un futbolista anglès de la dècada de 1890.
Fou internacional amb la selecció d'Anglaterra entre 1892 i 1900. La major part de la seva carrera la passà a Aston Villa FC, on jugà 307 partits i marcà 85 gols. Posteriorment jugà a Small Heath.